# Junín (Argentina)
 Ikke at forveksle med Junín (region).
Junín er en by i den østlige del af Argentina. Byen har et indbyggertal på ca. 85.420 (2010) indbyggere. Den ligger i provinsen Buenos Aires.
Junín er mest kendt for at være hjemby for Argentinas tidligere førstedame Eva Perón (Evita).